# 萍踪侠影录
《萍蹤俠影錄》是一部著名的武俠小說，梁羽生的代表作之一，亦是梁羽生本人最满意的作品。全书共31回。

## 故事背景
本书设定的背景时间为明朝正统年间，主要背景事件为瓦剌入侵、虏走明英宗的土木堡之变，向前追溯到义军领袖朱元璋与张士诚争夺江山的元末战争，向后则叙述至明英宗复辟、于谦被害的夺门之变。
从情节上来上，此书前承《还剑奇情录》，后启《散花女侠》和《联剑风云录》。但实际上，在这几本书中，《萍踪侠影录》是最早写作和出版的。

## 出场人物

### 主要角色
- 张丹枫（男主角）：张丹枫“亦狂亦侠真名士，能哭能歌迈俗流”，是公认的名型侠客代表，亦被梁羽生本人认为是其创作的最成功的人物形象，代表了其创作理想。梁羽生此后创作的武侠作品几乎每部都会联系到张丹枫。
- 云蕾（女主角）：与张丹枫是世仇，同时亦是同门师兄妹。
- 云重：云蕾之兄，师承玄机逸士大徒弟董岳。
- 謝天華：张丹枫之师，玄机逸士三徒弟。主修剑术。
- 潮音：玄机逸士二徒弟。主修外家功夫。
- 叶盈盈：云蕾之师，绰号“飞天龙女”，玄机逸士四徒弟，主修剑术。
- 云澄：云蕾、云重之父，云靖之子，玄机逸士五弟子。

### 次要角色
- 澹台滅明：瓦剌第一勇士，張宗周的部下，澹台歸真之孫，上官天野的大徒弟。
- 澹台鏡明：洞庭莊主澹台仲元之女，澹台滅明的堂妹。
- 石翠鳳：石英之女。
- 于谦：真实历史人物，明朝名臣，土木堡之变中力挽狂澜的民族英雄。
- 承珠：于謙之女，張丹楓的第一位徒弟，亦是《散花女俠》女主角。
- 張玉虎：張風府之子，張丹楓的第二位徒弟，亦是《聯劍風雲錄》男主角之一。
- 明英宗：真实历史人物，土木堡之变中被瓦剌虏走，双方和谈后回归，并发动政变推翻在其被囚期间继位的明景帝，复辟后杀害于谦。
- 玄機逸士：天下第一劍客，《還劍奇情錄》的陳玄機，董岳、潮音和尚、謝天華、葉盈盈、雲澄的師父，雲重、史定山、張丹楓、雲蕾的師祖。
- 上官天野：張丹楓忘年之交。
- 黑白摩坷兄弟：父親乃是印度商人，落籍西藏，取藏女為妻，生下一黑一白的孿生兄弟，二人長大後成為專事銷贓的珠寶大盜，娶波斯富賈之女為妻。兩兄弟擅使合體技，武器分別是綠玉杖和白玉杖，都是由寶玉製成，堅逾精鋼。與張丹楓、雲蕾二人不打不相識，結下過命的交情。
- 張風府：張玉虎之父，張丹楓之友。位列京師第一高手，為人豪邁，忠肝義膽，對朋友多惺惺相惜之意。

## 出版
最早于1959年1月1日至1960年2月16日在《大公报》连载。

## 小說目錄
- 楔子：牧马役胡边，孤臣血尽；扬鞭归故国，侠士心伤
- 第一回：弹指断弦，强人动军饷；飞花扑蝶，玉女显神通
- 第二回：祸福难知，单身入虎穴；友仇莫测，宝剑对金刀
- 第三回：陌路遇强徒，偷施妙手；风尘逢异士，暗戏佳人
- 第四回：铸错本无心，擂台争胜；追踪疑有意，锦帐逃人
- 第五回：名士戏人间，亦狂亦侠；奇行迈流俗，能哭能歌
- 第六回：联剑惩凶，奇招启疑窦；抽丝剥茧，密室露端倪
- 第七回：一片血书，深仇谁可解；十分心事，无语独思量
- 第八回：爱恨难明，惊传绿林箭；恩仇莫辨，愁展紫罗衣
- 第九回：滚滚大江流，英雄血洒；悠悠长夜梦，儿女情痴
- 第十回：一局棋残，英雄惊霸气；深宵梦断，玉女动芳心
- 第十一回：半夜袭番王，奇情叠见；中途来怪客，异事难猜
- 第十二回：峡谷劫囚车，变生不测；荒郊驰骏马，祸弭无形
- 第十三回：戴月披星，苦心救良友；移花接木，珍重托珊瑚
- 第十四回：罗汉绵拳，将军遭险着；金刚大力，怪客逞奇能
- 第十五回：奸宦弄权，沉冤谁与雪；擂台争胜，侠士暗飞针
- 第十六回：喝雉呼卢，名园作豪赌；扬声掷骰，侠客儆凶顽
- 第十七回：冰雪仙姿，长歌消侠气；风雷手笔，一画卷河山
- 第十八回：石阵战氛，豪情消积怨；荷塘月色，词意寄深心
- 第十九回：柳色青青，离愁付湖水；烽烟处处，冒险入京华
- 第二十回：虎帐蛮花，疾情缔鸳谱；清秋俪影，妙语订心盟
- 第廿一回：大力除凶，将军表心迹；赤诚为国，侠士出边关
- 第廿二回：浅笑轻颦，人前作娇态；慧因兰果，劫后证情心
- 第廿三回：十载重来，芳心伤往事；两番邀斗，平地起疑云
- 第廿四回：紫竹林中，高人试双剑；太师府内，侠士醉香闺
- 第廿五回：石塔藏龙，闯关劫天子；丹心报国，拔剑护仇人
- 第廿六回：劫后剩余生，女儿泪洒；门前伤永别，公子情伤
- 第廿七回：恩怨难忘，豪情化飞絮；情痴不悔，魔窟缔知交
- 第廿八回：万里远来，异乡寻老母；卅年重会，逸士斗魔头
- 第廿九回：触景伤情，穷村嘶骏马；神机妙算，泥沼陷追兵
- 第三十回：力抗金牌，舍生救良友；身填炮口，拼死护檀郎
- 第卅一回：剑气如虹，廿年真梦幻；柔情似水，一笑解恩仇

## 相关影视作品
- 電視劇《萍蹤俠影錄》香港佳藝電視1977版，杨盼盼、陈强、李通明主演
- 電視劇《萍蹤俠影錄》香港亞洲電視1985版，首播于1985年5月6日，共25集，刘松仁、米雪主演，監製：王心慰。
- 電視劇《萍踪俠影》中國大陸2003版，共35集，黃海冰、范冰冰主演
- 电视剧《新萍踪俠影》中国大陆2011版，共37集，潘粤明、董洁主演